# Rajdowe Samochodowe Mistrzostwa Polski 1984
Ten artykuł dotyczy sezonu 1984 Rajdowych Samochodowych Mistrzostw Polski.

## Kalendarz[1]
| Runda | Data               | Nazwa rajdu       | Baza rajdu | Nawierzchnia  | Zwycięzca        | Raport |
| 1     | 27-29 kwietnia     | 12. Rajd Elmot    | Wałbrzych  | asfalt        | Marian Bublewicz | Wyniki |
| 2     | 1-3 czerwca        | 9. Rajd Krakowski | Myślenice  | asfalt        | Marian Bublewicz | Wyniki |
| 3     | 29-30 września     | 32. Rajd Wisły    | Wisła      | asfalt        | Andrzej Koper    | Wyniki |
| 4     | 12-13 października | 12. Rajd Kormoran | Olsztyn    | asfalt/szuter | Andrzej Koper    | Wyniki |

## Klasyfikacja generalna kierowców[1][2]
W klasyfikacji generalnej za kolejne miejsca przyznawano przyznawano: 50-46-43-41-40-39-38 punktów itd. Tym sposobem w każdym rajdzie mogło punktować 44 zawodników, którzy ukończyli rajd. Do końcowych klasyfikacji zaliczano zawodnikom 3 najlepsze wyniki. Wyniki pierwszych dziesięciu kierowców:
| Poz. | Kierowca          | ELM | KRA | WIS | KOR | Suma pkt |
| ---- | ----------------- | --- | --- | --- | --- | -------- |
| 1    | Andrzej Koper     | 2   | (3) | 1   | 1   | 146      |
| 2    | Marian Bublewicz  | 1   | 1   | (6) | 4   | 141      |
| 3    | Wiktor Polak      | 3   | 2   | 4   |     | 130      |
| 4    | Paweł Przybylski  | 5   | (7) | 5   | 3   | 123      |
| 5    | Marek Sadowski    | 8   | ?   | ?   | 6   | 108      |
| 6    | Tadeusz Buksowicz | 9   | ?   | ?   | 7   | 107      |
| 7    | Ryszard Adamek    | 10  | 8   | ?   | ?   | 107      |
| 8    | Mariusz Kostrzak  |     | 9   | 9   | 10  | 107      |
| 9    | Jerzy Poznański   | 7   | ?   | 10  | ?   | 104      |
| 10   | Andrzej Witkowicz | 12  | 10  |     | 9   | 104      |

| Kolor     | Opis                   |
| --------- | ---------------------- |
| Złoty     | Zwycięzca              |
| Srebrny   | 2. miejsce             |
| Brązowy   | 3. miejsce             |
| Zielony   | Punktowane miejsce     |
| Niebieski | Ukończył nie punktował |
| Fioletowy | Nie ukończył NU        |
| Czarny    | Wykluczony X           |
| Biały     | Nie wystartował NW     |
| Puste     | Nie brał udziału       |

| Poz. | Kierowca          | ELM | KRA | WIS | KOR | Suma pkt |
| ---- | ----------------- | --- | --- | --- | --- | -------- |
| 1    | Andrzej Koper     | 2   | (3) | 1   | 1   | 146      |
| 2    | Marian Bublewicz  | 1   | 1   | (6) | 4   | 141      |
| 3    | Wiktor Polak      | 3   | 2   | 4   |     | 130      |
| 4    | Paweł Przybylski  | 5   | (7) | 5   | 3   | 123      |
| 5    | Marek Sadowski    | 8   | ?   | ?   | 6   | 108      |
| 6    | Tadeusz Buksowicz | 9   | ?   | ?   | 7   | 107      |
| 7    | Ryszard Adamek    | 10  | 8   | ?   | ?   | 107      |
| 8    | Mariusz Kostrzak  |     | 9   | 9   | 10  | 107      |
| 9    | Jerzy Poznański   | 7   | ?   | 10  | ?   | 104      |
| 10   | Andrzej Witkowicz | 12  | 10  |     | 9   | 104      |

| Kolor     | Opis                   |
| --------- | ---------------------- |
| Złoty     | Zwycięzca              |
| Srebrny   | 2. miejsce             |
| Brązowy   | 3. miejsce             |
| Zielony   | Punktowane miejsce     |
| Niebieski | Ukończył nie punktował |
| Fioletowy | Nie ukończył NU        |
| Czarny    | Wykluczony X           |
| Biały     | Nie wystartował NW     |
| Puste     | Nie brał udziału       |

Podział samochodów startujących w RSMP na grupy według regulaminów FIA:
- Grupa N - Samochody turystyczne wyprodukowane w ilości co najmniej 5000 egzemplarzy w ciągu kolejnych 12 miesięcy. Prawie całkowity zakaz przeróbek mających na celu poprawienie osiągów samochodu.
- Grupa A - Samochody turystyczne wyprodukowane w ilości co najmniej 5000 egzemplarzy w ciągu kolejnych 12 miesięcy z dużą ilością możliwych przeróbek polepszających osiągi pojazdu.
- Grupa B - Samochody GT wyprodukowane w ilości co najmniej 200 egzemplarzy w ciągu kolejnych 12 miesięcy. Dopuszczalne takie same przeróbki jak dla wozów grupy A. W RSMP dopuszczano samochody gr. B produkcji krajowej bez homologacji.

Grupy N, A i B podzielone były na klasy w zależności od pojemności skokowej silnika.
Oprócz tego w RSMP istniały dwie klasy markowe:
- klasa markowa FSM - dla Polskich Fiatów 126p 600 - 650 cm3 gr. N
- klasa markowa FSO - dla Polskich Fiatów 125p do 1600 cm3 gr. A

System punktacji w RSMP:
Punkty w klasach przyznawano za 6 pierwszych miejsc według systemu: 9-6-4-3-2-1. Do końcowych klasyfikacji (generalnej i w klasach) zaliczano zawodnikom 3 najlepsze wyniki.
Pogrubioną czcionką wyróżniono zdobywców tytułów Mistrzów i Wicemistrzów Polski.

### Klasa B ponad 1600[1]
| Msc | Kierowca           | Samochód            | Punkty |
| --- | ------------------ | ------------------- | ------ |
| 1   | Marian Bublewicz   | Polonez 2000 Turbo  | 27     |
| 2   | Adam Polak         | Polonez 2000        | 15     |
| 3   | Mirosław Krachulec | Ford Escort RS 2000 | 14     |

### Klasa B 1600[1]
| Msc | Kierowca         | Samochód         | Punkty |
| --- | ---------------- | ---------------- | ------ |
| 1   | Andrzej Koper    | Renault 5 Alpine | 27     |
| 2   | Andrzej Bagiński | Renault 5 Alpine | 16     |
| 3   | Mariusz Kostrzak | Łada 1600 MTX    | 14     |

### Klasa B 1150[1]
| Msc | Kierowca            | Samochód         | Punkty |
| --- | ------------------- | ---------------- | ------ |
| 1   | Andrzej Lubiak      | Polski Fiat 126p | 27     |
| 2   | Andrzej Pięta       | Polski Fiat 126p | 16     |
| 3   | Jarosław Krzemiński | Polski Fiat 126p | 8      |

### Klasa A 1600 i A ponad 1600[1]
| Msc | Kierowca            | Samochód       | Punkty |
| --- | ------------------- | -------------- | ------ |
| 1   | Wiktor Polak        | Talbot 1600 TI | 18     |
| 2   | Grzegorz Niśkiewicz | Opel Manta     | 10     |
| 3   | Piotr Zaremba       | Polonez 2000   | 4      |

### Klasa A 1300[1]
| Msc | Kierowca          | Samochód              | Punkty |
| --- | ----------------- | --------------------- | ------ |
| 1   | Tomasz Stawowczyk | Łada 1300             | 24     |
| 2   | Wiesław Stec      | Polski Fiat 125p 1300 | 19     |
| 3   | Marek Gąsecki     | Polski Fiat 125p 1300 | 13     |

### Klasa A 700[1]
| Msc | Kierowca           | Samochód         | Punkty |
| --- | ------------------ | ---------------- | ------ |
| 1   | Robert Gryczyński  | Polski Fiat 126p | 24     |
| 2   | Wiesław Cygan      | Polski Fiat 126p | 15     |
| 2   | Andrzej Szyjkowski | Polski Fiat 126p | 15     |

### Klasa A FSO 1600[1]
| Msc | Kierowca            | Samochód   | Punkty |
| --- | ------------------- | ---------- | ------ |
| 1   | Paweł Przybylski    | FSO 1600 A | 27     |
| 2   | Ryszard Adamek      | FSO 1600 A | 13     |
| 3   | Grzegorz Malinowski | FSO 1600 A | 12     |

### Klasa N 1600[1]
| Msc | Kierowca          | Samochód              | Punkty |
| --- | ----------------- | --------------------- | ------ |
| 1   | Andrzej Witkowicz | Ford Escort RS 1600   | 21     |
| 2   | Dariusz Poletyło  | Polski Fiat 125p      | 15     |
| 3   | Romuald Chałas    | Polski Fiat 125p 1300 | 15     |

### Klasa N FSM[1]
| Msc | Kierowca            | Samochód         | Punkty |
| --- | ------------------- | ---------------- | ------ |
| 1   | Robert Kępka        | Polski Fiat 126p | 27     |
| 2   | Krzysztof Winkowski | Polski Fiat 126p | 19     |
| 3   | Janusz Makówka      | Polski Fiat 126p | 17     |

### Klasyfikacja o tytuł najlepszego pilota (licencja II R)[1]
| Msc | Kierowca            | Samochód       | Punkty |
| --- | ------------------- | -------------- | ------ |
| 1   | Małgorzata Bajorska | Talbot 1600 TI | 130    |
| 2   | Michał Broniatowski | FSO 1600 A     | 108    |
| 3   | Andrzej Wojnar      | Łada 1600 MTX  | 104    |

### Klasyfikacja zespołowa[1]
| Msc | Kierowca                        | Samochód       | Punkty |
| --- | ------------------------------- | -------------- | ------ |
| 1   | Autoklub Rzemieślnik Warszawa I | Talbot 1600 TI | 30     |
| 2   | Automobilklub Krakowski I       | FSO 1600 A     | 22     |
| 2   | Automobilklub Śląski I          | Łada 1600 MTX  | 22     |